# Капска провинция
Провинцията Нос Добра надежда (на английски: Cape of Good Hope Province), наричана обикновено Капска провинция (на английски Cape Province) е бивша провинция в Южноафриканския съюз и впоследствие в Южноафриканската република. Тя включва старата Капска колония. Нейна столица е Кейптаун.
Създадена е през 1910 г., когато е образуван Южноафриканският съюз, и включва първоначалната Капска колония и други райони като Британска Бечуаналенд (която не трябва да се обърква с Бечуаналендския протекторат, сега Ботсвана), Грикваленд Изток (областта около Кокстад) и Грикваленд Запад (областта около Кимбърли).
По времето на образуването на Южноафриканския съюз целият район, който сега се нарича Южна Африка, се състои само от четири провинции: Трансваал (Южноафриканска република), Натал (Република Наталия), Оранжевата свободна държава и Капската провинция.
По време на Апартейда страната е нарязана на много допълнителни парчета, които са наричани четирите ТВБЦ държави и шестте Зависими отечества.
След първите напълно демократични избори през 1994 всички парчета са събрани отново и разделени на сегашните девет провинции на Южна Африка. Валвис Бей е предаден на Намибия.
Грикваланд Изток е прехвърлена в провинция Натал, след като Транскей е обявена за независима, тъй като е изолирана от останалата част на провинцията. Транскей (1976) и Цискей (1981) са обявени за независими от Южна Африка, след като преди са били части от Капската провинция. (Те са присъединени отново към Южна Африка през 1994 г. като части на новата Източна капска провинция.
От 1994 г. Капската провинция е разделена на три по-малки административни единици Западен Кейп, Източен Кейп и Северен Кейп. Части от нея преминават и в Северозападната провинция.